# Полевое (Винницкая область)
Полевое (укр. Польове) — село на Украине, находится в Барском районе Винницкой области.
Код КОАТУУ — 0520282606. Население по переписи 2001 года составляет 249 человек. Почтовый индекс — 23061. Телефонный код — 4341.
Занимает площадь 14,48 км².

## История
- В 1945 г. Указом Президиума ВС УССР село Полевые Берлинцы переименовано в Полевое[1].

## Адрес местного совета
23061, Винницкая область, Барский р-н, с. Лесовое, ул. Советская